# Агваскалијентес
Агваскалијентес (шп. Aguascalientes) је град у Мексику у савезној држави Агваскалијентес. Према процени из 2005. у граду је живело 663.671 становника.
Смештен је на реци Агваскалијентес. 
Основан је као рударско насеље 1578. године и постао престоница државе 50-их година деветнаестог века.
Некада га зову и Ла Сијудад Перфорада (Избушени град) због подземног лавиринта који је саградио непознати претколумбијски народ.

## Становништво
Према подацима са пописа становништва из 2010. године, град је имао 722.250 становника.
| 1990.   | 1995.   | 2000.   | 2005.   | 2010.   |
| ------- | ------- | ------- | ------- | ------- |
| 440.425 | 537.523 | 594.092 | 663.671 | 722.250 |